# Wapen van Lelystad

Wapen van Lelystad

Vlag van Lelystad

Het wapen van Lelystad is bij Koninklijk Besluit per 11 september 1979 erkend als het wapen van de nieuwe gemeente Lelystad. Het wapen is ontworpen door G.A. Bontekoe, oud-burgemeester van Ooststellingwerf.

## Betekenis
Het schild is vorm gegeven naar de dijken die de stad beschermen tegen het water uit het Markermeer. De dijken zijn aan de voet verstevigd met zeshoekige basaltblokken en die vormen het patroon op het schild. De bescherming is kostbaar en daarom is het schild van goud. Het schild in het hart is het wapen van Ir. Lely, naar wie de stad vernoemd is. De leeuwen zijn zeeleeuwen, zij geven weer dat het land eerst water was.

## Blazoen
De beschrijving van het wapen luidt als volgt: "Gezeshoekt van goud; een hartschild van azuur met een lelie van zilver. Het schild gedekt met een gouden kroon van 3 bladeren en 2 parels en gehouden door 2 gouden zeeleeuwen, gestaart van zilver, getongd, genageld en gevind van keel."
De heraldische kleuren in het wapen zijn: goud (geel), azuur (blauw) en zilver (wit). Het schild is gedekt met een gravenkroon.

## Vergelijkbare wapens
De volgende wapens zijn op symbolische gronden vergelijkbaar met dat van Lelystad: de Franse lelie staat in deze wapens niet symbool voor de Heilige Maagd Maria maar voor ir. Lely.

Wapen van Flevoland
Het wapen van Fleverwaard
Wapen van Almere
Wapen van Dronten
Wapen van Noordoostpolder
Wapen van Wieringermeer
Het wapen van waterschap Noordoostpolder

## Trivia
- Van de NS-locomotieven van de 1800-serie heeft locomotief 1834 het wapen van Lelystad op de zijkanten staan.

Almere · Dronten · Lelystad · Noordoostpolder · Urk · Zeewolde